# Franc Gorkič
Franc Gorkič, narodni in kulturni delavec ter urednik, * 16. februar 1888, Vrtojba, † 16. november 1972, Vrtojba.

## Življenje in delo
Ljudsko šolo je obiskoval v rojstnem kraju, nemško gimnazijo v Gorici, kjer je vstopil v bogoslovje, a študij že po nekaj mesecih opustil in odšel na enoletno služenje vojaškega roka. Po vojaščini je služboval pri goriškem deželnem odboru. Tu je urejal list Samouprava. Tako je imel dober vpogled v delo slovenskih poslancev v goriškem deželnem zboru. Ko se je odbor leta 1915 zaradi vojnih dogodkov umaknil na Dunaj, je Gorkič odšel tja in reševal zadeve slovenskih beguncev. Kasneje je kot vojak služil na raznih bojiščih. Po končani vojni se je vrnil domov in bil med prvimi pobudniki v slovensko-italijanskem odboru za obnovo Goriške. Kot govornik je nastopal na raznih shodih in od oblasti v Rimu zahteval vojno odškodnino ter urejal list Obnova Goriške, ki je bilo glasilo Zveze zadrug vojnih oškodovancev Goriško-Gradiščanske. Poleg tega je v Gorici urejal še Gospodarski vestnik in Občinskega prijatelja. Po nastopu fašizma leta 1922 je bil preganjan. Internaciji se je izognil tako, da je leta 1923 pobegnil v Kraljevino Srbov, Hrvatov in Slovencev. V Mariboru se je leta 1928 zaposlil v uredništvu Samouprave. Ko je bil list ukinjen je dobil zaposlitev pri banski upravi Dravske banovine v Ljubljani. Na tem delavnem mestu je ostal do okupacije Kraljevine Jugoslavije. Gorkič je leta 1963 sprožil zamisel o ustanovitvi Kluba starih goriških študentov in bil ves čas njegov predsednik. Pod njegovim vodstvom je klub na novo postavil okoli 30 spominskih obeležij ter obnovil vrsto drugih spominskih objektov, predvsem nagrobnih plošč in spomenikov.